# Сен-Реми (Дордонь)
Сен-Реми́ (фр. Saint-Rémy), неофициально — Сен-Реми́-сюр-Лидуа́р (фр. Saint-Rémy-sur-Lidoire) — коммуна во Франции, находится в регионе Аквитания. Департамент — Дордонь. Входит в состав кантона Пеи-де-Монтень и Гюрсон. Округ коммуны — Бержерак.
Код INSEE коммуны — 24494.

## География

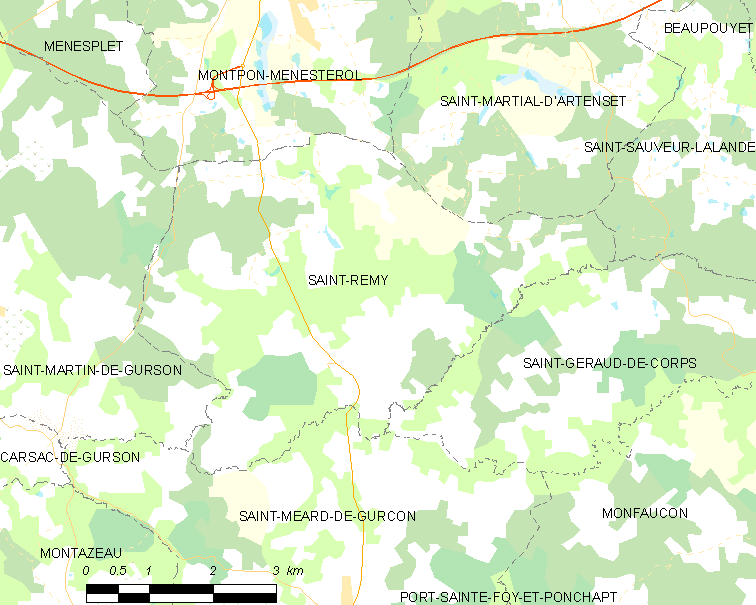
Карта коммуны

Коммуна расположена приблизительно в 470 км к югу от Парижа, в 65 км восточнее Бордо, в 50 км к юго-западу от Перигё.
На юге коммуны протекает река Лидуар.

### Климат
Климат умеренный океанический со средним уровнем осадков, которые выпадают преимущественно зимой. Лето здесь долгое и тёплое, однако также довольно влажное, здесь не бывает регулярных периодов летней засухи. Средняя температура января — 5 °C, июля — 18 °C. Изредка вследствие стечения неблагоприятных погодных условий может наблюдаться непродолжительная засуха или случаются поздние заморозки. Климат меняется очень часто, как в течение сезона, так и год от года.

## Население
Население коммуны на 2010 год составляло 423 человека.
| 1962 | 1968 | 1975 | 1982 | 1990 | 1999 | 2010 |
| ---- | ---- | ---- | ---- | ---- | ---- | ---- |
| 386  | 359  | 355  | 338  | 358  | 353  | 423  |

## Администрация
| Период | Период | Фамилия   | Партия       | Примечания |
| ------ | ------ | --------- | ------------ | ---------- |
| 1971   | 2020   | Пьер Геро | беспартийный | фермер     |

## Экономика
В 2010 году среди 262 человек трудоспособного возраста (15-64 лет) 190 были экономически активными, 72 — неактивными (показатель активности — 72,5 %, в 1999 году было 65,0 %). Из 190 активных жителей работали 172 человека (88 мужчин и 84 женщины), безработных было 18 (9 мужчин и 9 женщин). Среди 72 неактивных 11 человек были учениками или студентами, 44 — пенсионерами, 17 были неактивными по другим причинам.